# Amorphochelus sinuatipennis
Amorphochelus sinuatipennis är en skalbaggsart som beskrevs av Marc Lacroix 1997. Amorphochelus sinuatipennis ingår i släktet Amorphochelus och familjen Melolonthidae. Inga underarter finns listade i Catalogue of Life.